# Ipomoea dimorphophylla
Ipomoea dimorphophylla es una especie fanerógama de la familia Convolvulaceae.

## Clasificación y descripción de la especie
Planta herbácea, postrada, voluble, perenne; tallo lignescente en la base, poco ramificado, blanco-pubescente; hoja ovada a anchamente ovada o trilobada, de (1.8)2.5 a 4.5(6.5) cm de largo, de (2)3 a 4.5(7) cm de ancho, ápice agudo, haz con pelos, envés tomentoso a piloso, inflorescencia con 1 a 3(5) flores; sépalos desiguales, de 4 a 7 mm de largo, los exteriores más grandes; corola con forma de embudo (infundibuliforme), de 5.5 a 7.5(8) cm de largo, blanca; el fruto es una cápsula ovoide a elipsoide, de 1 a 1.2 cm de largo, con 2-4 semillas, de forma elipsoideo-triangulares, de 7 a 8 mm de largo.

## Distribución de la especie
La especie tiene distribución restringida al centro y sur de México, en los estados de Querétaro, Michoacán, Morelos y Oaxaca.

## Ambiente terrestre
Se desarrolla en zonas transicionales de encinares y bosque tropical caducifolio. En un rango altitudinal que va de los 400 a los 900 m s.n.m. Florece de agosto a octubre.

## Estado de conservación
No se encuentra bajo ningún estatus de protección.